# Comisión de la Verdad (Colombia)
La Comisión para el Esclarecimiento de la Verdad, la Convivencia y la No repetición (CEV) fue la comisión de la verdad emanada de los acuerdo de paz entre el gobierno colombiano y las FARC-EP para investigar el conflicto armado interno colombiano. De acuerdo con su marco normativo, fue una entidad autónoma del Estado colombiano que buscó un esclarecimiento de los patrones y causas explicativas del conflicto armado interno que satisficiera el derecho de las víctimas y de la sociedad a la verdad, promoviese el reconocimiento de lo sucedido, la convivencia en los territorios y contribuya a sentar las bases para la no repetición, mediante un proceso de participación amplio y plural para la construcción de una paz estable y duradera.
Las comisiones de la verdad son instrumentos de justicia de transición con los que cuenta una sociedad para hacer frente a una situación de graves y sistemáticas violaciones a los derechos humanos, en el tránsito desde una etapa de conflicto armado hacia la paz o hacia la democracia.

## Antecedentes
En los últimos sesenta años diversas comisiones de la verdad se han establecido en Colombia, las cuales pueden clasificarse en los siguientes rubros:
- Comisiones sobre violencia y conflicto armado
- Comisiones para el análisis y resolución de casos concretos
- Comisión con carácter asesor
- Comisión Nacional de Reparación y reconciliación – CNRR

A esos grupos se añade la CEV, que es fruto de un acuerdo de paz definitivo entre el Gobierno y las FARC-EP.

## Historia
En el marco del Acuerdo Final para la terminación del conflicto y la construcción de una paz estable y duradera, suscrito entre el Gobierno de Colombia y las Fuerzas Armadas Revolucionarias de Colombia – Ejército del Pueblo (FARC-EP), mediante el Acto Legislativo 01 de 2017 y el Decreto 588 de 2017, se creó la Comisión para el Esclarecimiento de la Verdad, la Convivencia y la No Repetición, como un mecanismo de carácter temporal y extrajudicial del Sistema Integral de Verdad, Justicia, Reparación y No Repetición - SIVJRNR, para conocer la verdad de lo ocurrido en el marco del conflicto armado y contribuir al esclarecimiento de las violaciones e infracciones cometidas durante el mismo y ofrecer una explicación amplia de su complejidad a toda la sociedad..

## Objetivos
Una Comisión de la Verdad debe investigar las raíces del conflicto en el país. Debe tratar de entender la extensa historia de abusos y violaciones, incluyendo violaciones de derechos humanos y violaciones de derecho internacional humanitario, pero también debe contribuir a explicar las causas, a entender las consecuencias de la violencia y reconocer como fue posible a gran escala, convirtiéndose en una herramienta para la prevención de la violencia y la construcción una memoria incluyente en el país. Teniendo en cuenta lo anterior, los objetivos de la comisión de la verdad son:
- Contribuir al esclarecimiento de lo ocurrido: En el caso de Colombia, cuya memoria colectiva ha estado muy fragmentada hacia determinados periodos históricos, y centrada en hechos que han conllevado un mayor impacto mediático, la investigación de la CV proporcionaría una visión más amplia y compleja, que supere los estereotipos que diferentes sectores han mantenido en el país y que suponen obstáculos para una cultura de paz y prevención de la violencia. La comisión tendría que tomar en cuenta como punto de partida la evaluación de los numerosos insumos e investigaciones sobre las violaciones de derechos humanos que ya existen en Colombia.
- Promover la asunción de responsabilidad: El reconocimiento de la dignidad de las víctimas y de la responsabilidad en las acciones cometidas contra la población civil, es parte de una verdad que no solo determine lo sucedido, sino que suponga un espacio de dignificación. La CV debe facilitar que existan gestos públicos de reconocimiento por parte de los diferentes actores armados y que estos se asocien a medidas de cambio real de la relación del Estado con las víctimas y una lucha relevante contra la impunidad.

- Promover y contribuir al reconocimiento de las víctimas: Se necesita establecer algún tipo de mecanismo de participación de las víctimas en el proceso de la Comisión. La posibilidad de participación debe darse también con medidas de acompañamiento psicosocial. Tanto desde el punto de vista del valor para las víctimas, como de la importancia de que la sociedad conozca y se sensibilice frente a la violencia sufrida, una CV podría contribuir a catalizar el debate público sobre las violaciones a partir de la utilización de audiencias públicas. Ello contribuiría a generar una base común de reconocimiento de las diferentes experiencias de violencia sufridas y una actitud más abierta al reconocimiento hacia las víctimas y las medidas para la prevención de la violencia. [5]
- Promover la convivencia en los territorios,[6]la reintegración social y (re)conciliación: Las condiciones de seguridad son básicas para un proceso de reconciliación entre diferentes sectores políticos o sociales considerados como "enemigos". Para muchas víctimas, el sentido de la "reconciliación" es la información sobre el destino de los desaparecidos o la contribución al esclarecimiento de los casos, el reconocimiento de la violencia sufrida injustamente, y las políticas favorables a las víctimas que les ayuden a reintegrarse y no sentirse dejadas de lado en la historia del país. La Comisión de la Verdad debería facilitar elementos para una política de reconstrucción de la convivencia basada en el respeto a los derechos humanos teniendo en cuenta una perspectiva regional.
- Ayudar a consolidar una transición post-conflicto: La caracterización de la transición necesaria para la consolidación de la paz y del respeto a los derechos humanos será parte del análisis y propuestas que se analicen en el informe de la Comisión. Aunque sobrepasen su actividad o se den paralelos a ella, su evaluación histórica de los ciclos de violencia y las medidas necesarias para la democratización del país pueden reorientar las medidas ya en marcha y dotar a estas de una perspectiva y un sentido transformador. Hasta ahora en Colombia se ha hablado y se han puesto en marcha algunas medidas de justicia transicional, pero sin un contexto de cambio o transición política, que el contexto postconflicto debería conllevar.

## Miembros
El organismo está conformado por 11 miembros:
- Francisco de Roux
- Alejandra Miller
- Alejandro Valencia Villa
- Alejandro Castillejo[8]
- Marta Ruiz
- Leyner Palacios Asprilla
- Carlos Martín Beristain
- Lucía González
- Carlos Guillermo Ospina
- María Patricia Tobón Yagarí
- Saúl Alonso Franco

## Enfoques
- Étnico[9]
- De género[10]
- Psicosocial[11]
- Estrategia cultural[12]
- Niñas y niños[13]
- Jóvenes[14]
- Persona mayor[15]
- Discapacidad[16]

## Informe final
El 28 de junio de 2022 la Comisión de la Verdad presentó su Informe Final, titulado Hay futuro, si hay verdad,

 mediante acto público celebrado en el Teatro Jorge Eliécer Gaitán de Bogotá. En los documentos quedaron consignados una serie de hallazgos principales, testimonios y recomendaciones.

## Acuerdo 07 de 2022
"Por el cual se declara de dominio público el Informe Final "Hay Futuro Si Hay Verdad" de la Comisión de la verdad. En dicho acuerdo se estableció la divulgación del informe, al delcararse de dominio público, por lo cual, cualquier persona puede accerder a él. También se establece los mecanismos de divulgación, para que sea amplia y suficiente, para que así, llegue a todas las personas interesadas, principalmente a las víctimas del conflicto armado en Colombia. Para garantizar la divulgación del informe final, la Comisión de la verdad utilizará diferentes medios, tales como: publicación del informe en formato impreso y digital, la realización de eventos públicos y la promoción de su difusión a través de los medios de comunicación.
El acuerdo 07 de 2022 es un paso importante para garantizar el derecho a la verdad de las víctimas del conflicto armado en Colombia. En concreto, el Acuerdo 07 establece lo siguiente
- El Informe Final se declara de dominio público, lo que significa que cualquier persona puede acceder a él y utilizarlo sin restricciones.
- La Comisión de la Verdad debe garantizar la divulgación amplia y suficiente del Informe, para que llegue a todas las personas interesadas, especialmente a las víctimas del conflicto armado.
- Para ello, la Comisión utilizará diferentes medios, como la publicación del Informe en formato impreso y digital, la realización de eventos públicos y la promoción de su difusión a través de los medios de comunicación.[24]